# Hexazina
A hexazina (ou hexaazabenzeno, N6) é um alótropo hipotético de azoto que compreende seis átomos de azoto distribuídas numa estrutura de anel análoga à do benzeno. Seria o último membro da família dos azabenzenos, com cada um dos grupos metino da molécula de benzeno substituído por um átomo de azoto. Em conjunto com a pentazina, ainda não foi sintetizado, mas os outros membros da família dos azinos (como a piridina, a pirimidina, a piridazina, a pirazina e as tetrazinas) já foram produzidos em laboratório.

## Estabilidade
A hexazina mostra uma semelhança estrutural com a molécula de benzeno, muito estável, e, como o benzeno, acredita-se que a hexazina é provavelmente uma molécula aromática. Foi prevista, computacionalmente, uma grande instabilidade para a molécula, possivelmente devido aos pares não ligantes dos átomos de azoto, que podem se repelir ou serem doados para orbitais sigma anti-ligantes.

## Ver Também
- Piridina
- Diazina
- Triazina
- Tetrazina
- AzidaReferências

1. ↑  Pubchem. «hexazine | N6 - PubChem». pubchem.ncbi.nlm.nih.gov (em inglês). Consultado em 17 de março de 2017